# Gazdare
Gazdare (cirill betűkkel Газдаре) egy falu Szerbiában, a Jablanicai körzetben, a Medveđai községben.

## Népesség
- 1948-ban 634 lakosa volt.
- 1953-ban 766 lakosa volt.
- 1961-ben 948 lakosa volt.
- 1971-ben 819 lakosa volt.
- 1981-ben 763 lakosa volt.
- 1991-ben 731 lakosa volt
- 2002-ben 571 lakosa volt,[1] akik közül 567 szerb (99,29%), 2 macedón, 1 montenegrói, 1 ismeretlen.[2]